# Azilien
Azilien je evropská pozdněpaleolitická archeologická kultura, pojmenovaná dle francouzské lokality Mas d'Azil (Ariège).
Tato kultura datovaná přibližně do let 12 000 až 9 500 BP, byla rozšířena na území severního Španělska, Francie a zasahovala až do Švýcarska.
Industrie azilienu navazuje na magdalénské tradice, přizpůsobené podmínkám konce posledního glaciálu. Typickým tvarem kamenné štípané industrie je širší tzv. azilský hrot s otupeným vyklenutým bokem. V kostěné a parohové industrii vynikají především azilské harpuny.

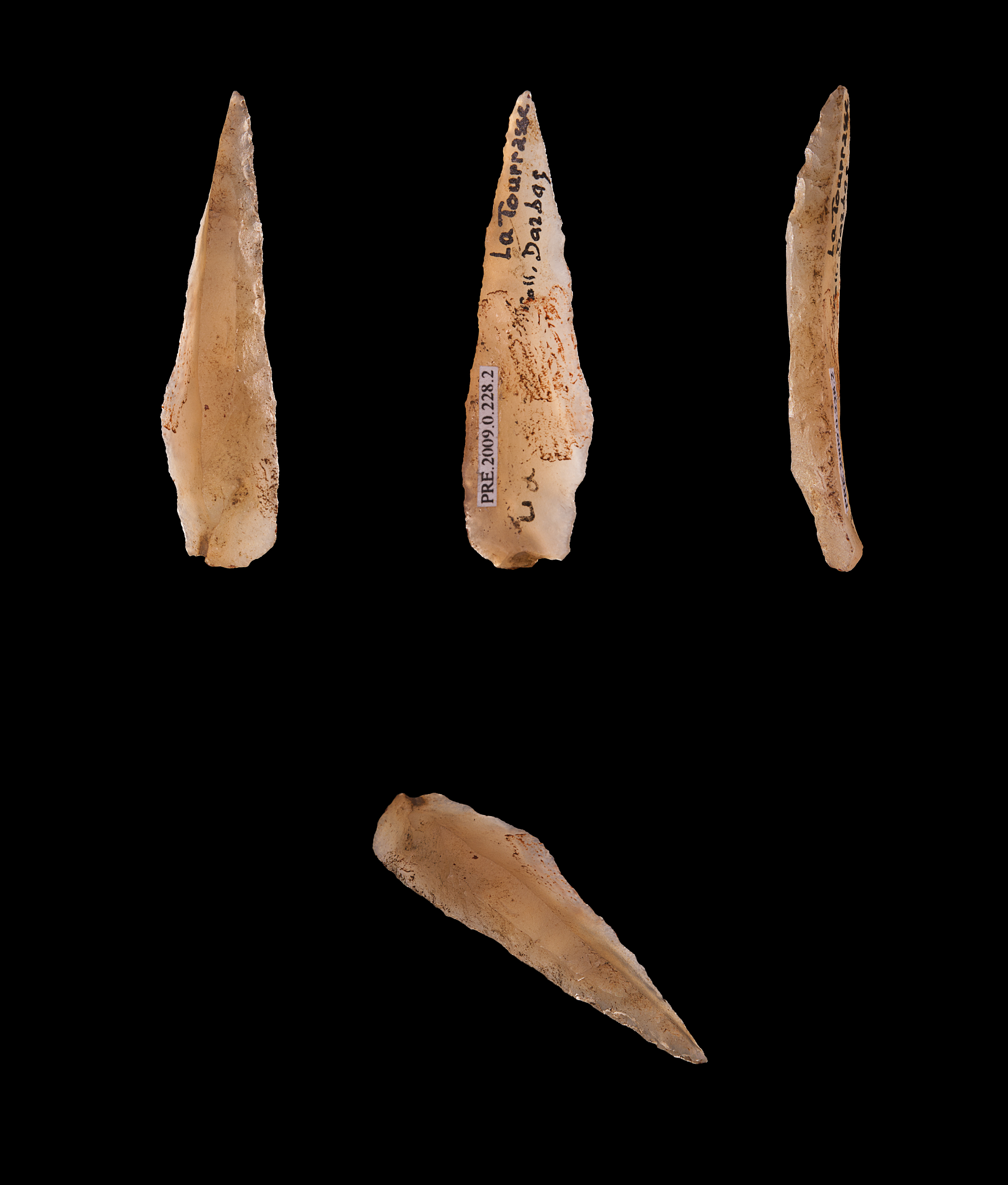
Azilský hrot
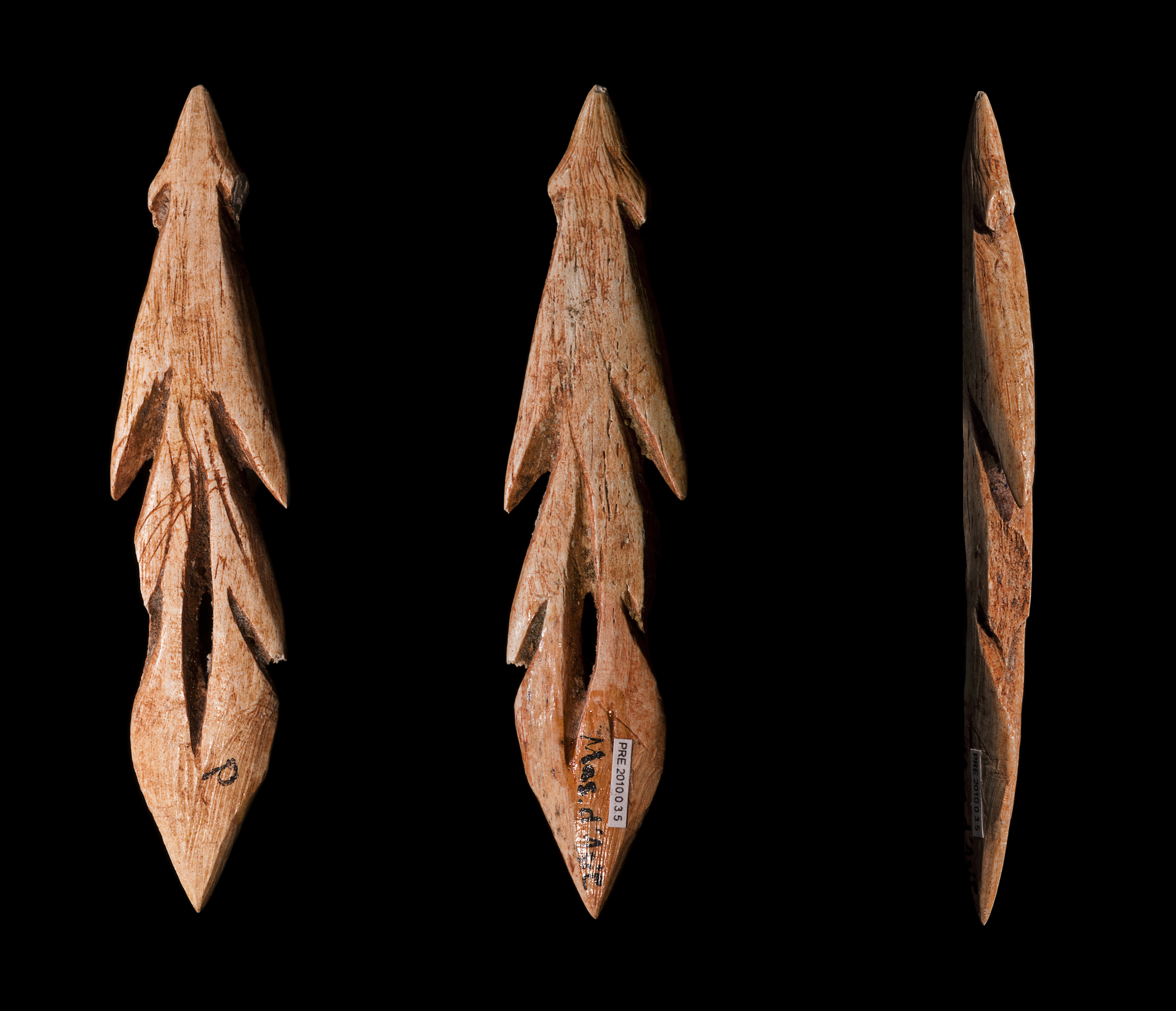
Harpuna z lokality Le Mas-d'Azil
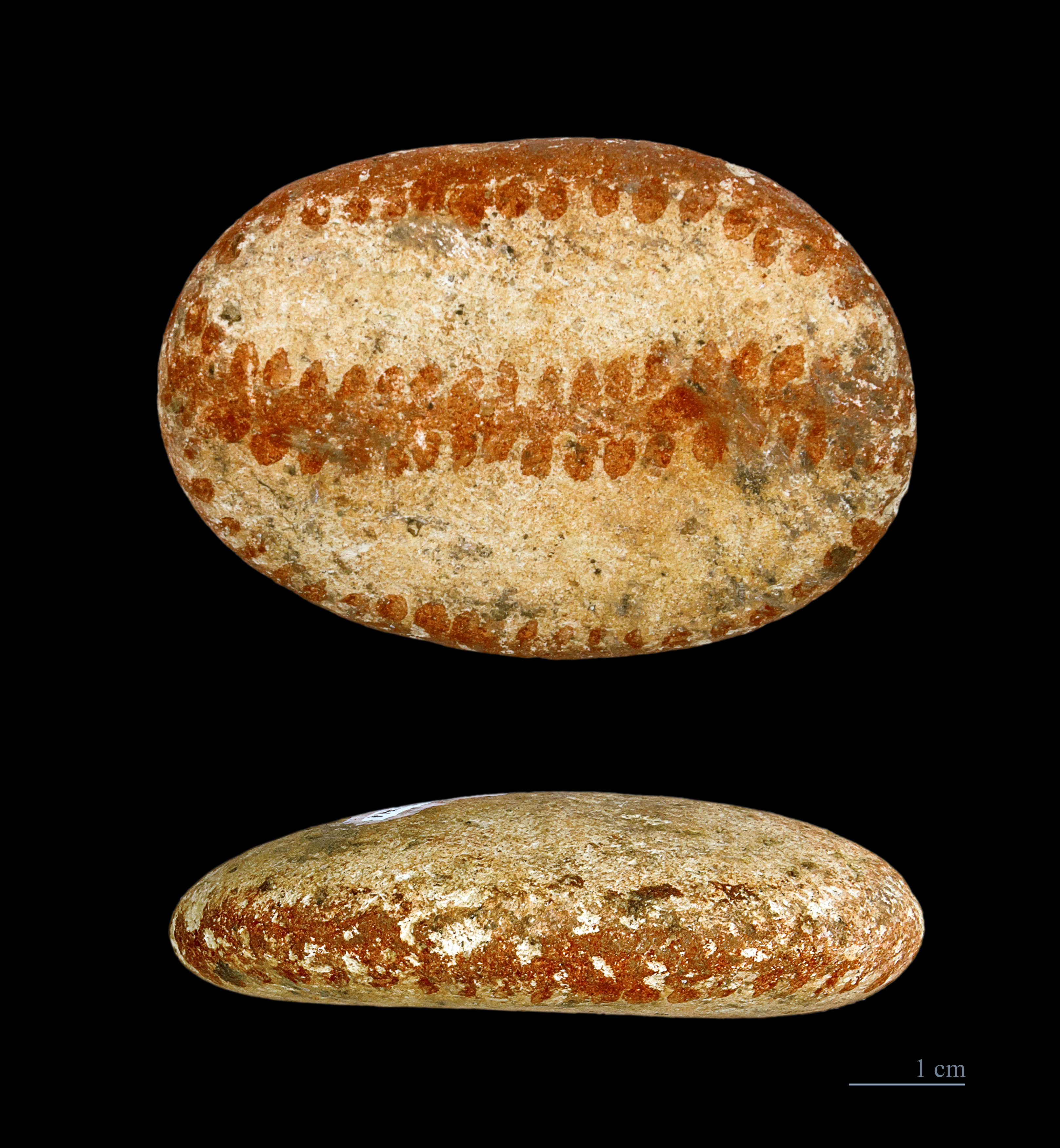
lokality Le Mas-d'Azil